# 小行星4002
小行星4002（英語：4002 Shinagawa）是一颗围绕太阳公转的小行星。1950年5月14日，卡尔·威廉·雷睦斯在海德堡发现了此天体。
这颗小行星的绝对星等为186.9297704440496等。